# Parasemia borussia
Parasemia borussia là một loài bướm đêm thuộc phân họ Arctiinae, họ Erebidae.